# Tycoon (1947)
Tycoon (bra: Inferno nos Trópicos; prt: Tycoon: A Grande Conquista) é um filme norte-americano de 1947, dos gêneros drama romântico e aventura, dirigido por Richard Wallace e estrelado por John Wayne e Laraine Day.

## Produção
Ao custo de US$ 3,2 milhões, o filme é o mais caro do estúdio até então. No entanto, apesar do elenco estelar e das espetaculares cenas de ação, o público não compareceu aos cinemas, e a produção acumulou um prejuízo de US$ 1,035 milhão.

## Sinopse
O engenheiro Johnny Munroe tenta construir uma ferrovia nos Andes, mas sofre a resistência de seu chefe, o magnata Frederick Alexander, que não gosta de seus métodos. Para piorar, Johnny começa um namoro com a doce Maura, que é simplesmente a filha do patrão.

## Elenco
| Ator/Atriz            | Personagem            |
| --------------------- | --------------------- |
| John Wayne            | Johnny Munroe         |
| Laraine Day           | Maura Alexander       |
| Sir Cedric Hardwicke  | Frederick Alexander   |
| Judith Anderson       | Senhorita Braithwaite |
| James Gleason         | Pop Matthews          |
| Anthony Quinn         | Ricky Vargas          |
| Grant Withers         | Fog Harris            |
| Paul Fix              | Joe                   |
| Fernando Alvarado     | Chico                 |
| Harry Woods           | Holden                |
| Michael Martin Harvey | Curly Massinger       |
| Charles Trowbridge    | Tobar                 |
| Marton Garralaga      | Chavez                |